# زبرپوزه‌ها
زبرپوزه‌ها (نام علمی: Trachyrincus) نام یک سرده از تیره دم‌شلاقی است.